# SmackDown Tag Team Championship
El SmackDown Tag Team Championship (Campionat en Parelles de SmackDown, en Català), és un campionat de lluita lliure professional creat i utilitzat per la companyia nord-americana WWE, si marca SmackDown Live. El campionat va ser creat el 23 d'agost de 2016 i presentat en SmackDown Live pel Gerent General i el Comissionat de SmackDown, Daniel Bryan i Shane McMahon respectivament. Els campions actuals són The Usos, els qui es troben en el seu tercer regnat en conjunt.

## Història
El Campionat en Parelles de SmackDown de la WWE, va ser anunciat el 23 d'agost de 2016, després de la necessitat d'haver un campionat en parelles en la marca SmackDown Live. Es va confirmar un torneig per definir als nous campions per a l'esdeveniment Backlash 2016, on Heath Slater & Rhyno van sortir victoriosos.

## Campions
A partir del 7 d'abril de 2018, en general, hi ha hagut 8 reines entre 5 equips. L'equip de Heath Slater i Rhyno van ser els campions inaugurals. Els Usos (Jey i Jimmy Uso) ocupen diversos rècords amb el campionat: tenen el màxim regnat en tres, són els campions regnant més llargs durant 181 dies o més per al seu tercer regnat, tenen el regnat combinat més llarg en 328 dies més (329 + dies reconeguts per WWE), i estan lligats amb The Wyatt Family (Bray Wyatt, Luke Harper i Randy Orton) per tenir el regnat més curt als 23 dies (24 dies tal com ho reconeix la WWE per als dos equips). El campió més antic és Rhyno, guanyant el títol als 40 anys, mentre que el més jove és Jason Jordan quan el va guanyar als 28 anys.
Els Usos són els actuals campions en el seu rècord tercer regnat, tant en equip com individual. Van derrotar a The Big Day's Big E i Xavier Woods el 8 d'octubre de 2017, en un Hell in a Cell coincidint en Hell in a Cell, a Detroit, MI. Aquesta va ser també la primera vegada que es va defensar un campionat d'equip de WWE en un Hell in a Cell.

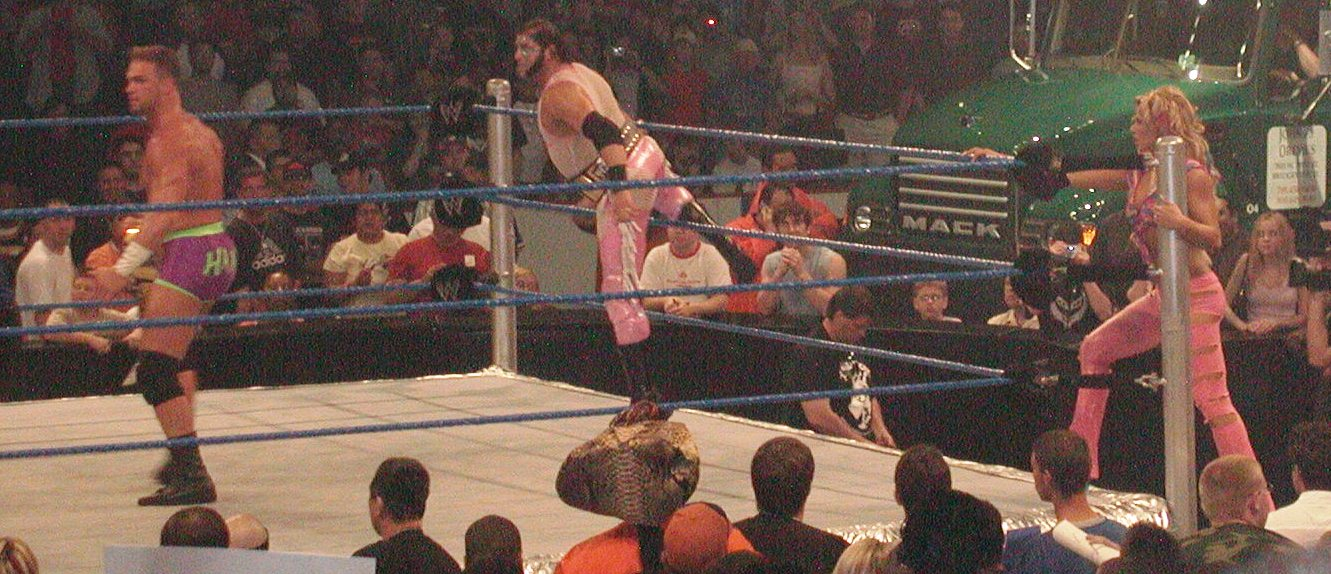

| nº | Lluitadors             | Data               | Espectacle     |
| -- | ---------------------- | ------------------ | -------------- |
| 1  | Heath Slater and Rhyno | Septembre 11, 2016 | Backlash       |
| 2  | The Wyatt Family       | December 4, 2016   | TLC            |
| 3  | American Alpha         | December 27, 2016  | SmackDown Live |
| 4  | The Usos               | March 21, 2017     | SmackDown Live |
| 5  | The New Day            | July 23, 2017      | Battleground   |
| 6  | The Usos               | September 12, 2017 | SummerSlam     |
| 7  | The New Day            | September 12, 2017 | SmackDown Live |
| 8  | The Usos               | October 8, 2017    | Hell in a cell |